# 求貨求車
求貨求車（きゅうかきゅうしゃ）とは、目的地まで貨物を運び終わった帰りの便などでトラックの荷台が空いている輸送会社・運送会社の「車輌情報」と、運びたい貨物があるがなんらかの理由により車輌手配ができず輸送が困難な状態に陥っている荷主（事業会社など）の「貨物情報」を活用し、適切な配車手配を行うものである。

## 概要
メーカーや店舗などの事業会社は多くの場合、商品の輸送のためには自社便を保有するか、物流会社と契約し製品の輸送を依託している。しかし、予想を超えた大量受注や、緊急で製品を送る必要が発生した場合等に、普段荷物を依託している物流会社だけでは必要分の車輌手配が難しく、納期までに輸送が困難な状況に陥る場合がある。そういった場合に求貨求車サービスを使用することで、事業会社は空いているトラックを見つけ出し、商品（貨物）を無事に運び切ることができる。
また、運送会社・輸送会社の側から見ると、トラックは常に貨物を運んでいるわけではない。ある目的地まで貨物を運び終わった車輌は、帰りの便に載せる荷物を見つけられなければ、空車となる。しかし、この空車の帰り便も人件費や燃料費等の経費は当然発生してしまっており、輸送会社や運送会社にとっては経費がかさんでしまうこととなる。求貨求車サービスを使用すれば、空いていた帰り便で貨物を運ぶことができ、売上向上や経費削減となる。

## 求貨求車サービスの運営形態
現在稼動している求貨求車システムの運営形態は主に三分類される。

### エージェント型 （Logistics Agent）
荷主自身が車輌を探したり運送会社本人が貨物を探したりするのではなく、サイトなどの運営者が間に入り、適切な運送会社を紹介するなど、情報の取捨選択の過程に関与することで効率的な取引をサポートする方式。一般貨物自動車運送事業者の約99%以上が中小企業者である日本においては、自ら情報を発信・探しに行かなくて良いので、配送業務のリソースをかけずに済むというメリットがある。また、成約率が高いのも特徴の一つ。

### 掲示板型（Bulletin board provider）
荷主と運送会社がお互いに情報を登録、直接交渉し条件が合えば契約するというスタイル。掲示板形式のものから、情報がメールで届くものなどいくつかのパターンがある。大量の情報を網羅的に確認するのには向いているが、自ら積極的に情報発信を行わなければ、必要な情報を入手していくことは困難であり、人的コストもかかるため、きちんと運用していくには、それなりの企業体力が必要である。

### シェアリングエコノミー型（Sharing economy）
海外に存在する掲示板型の派生とも捉えられるもので、荷主と運送会社が第三者を仲介することなく直接つながる点は同じ。掲示板型と違うのは、トラックの運転手自身が、アプリなどから貨物を運んで欲しい荷主を簡単に探せるような設計が施されているという点。米Uber Technologiesなどが手がける配車サービス「Uber」のトラック版のようなものである。
現在、米Amazonがアプリの開発中であり、2017年夏にもリリース予定だと報じられている。

## 各国での普及
求貨求車システムのようなシェアリングエコノミー型プラットフォームが事業展開されている例としては、日本、米国、中国などがある。

### 日本市場

#### 歴史
日本では古くから水屋と呼ばれる物流仲介業者がおり、水屋が物流事業者と荷主とのマッチングを行う仲介役となっていた。
インターネット求車求貨市場は、ITブームに伴い2000年 - 2001年ごろに参入ラッシュのピークを迎えた。求貨求車というシステム自体は新しいものではなく、ある中堅倉庫業者などはすでに30年近い取引実績を持っている。こうした老舗企業のほか、新規参入も相次ぎ、ピーク時には40以上のサイトが運営され、関連記事も連日紙面を賑わせていた。しかし、僅か一年近くで大手の運営会社を含め、次々とサイトがクローズもしくは実質活動を停止した。
しかし、日本の場合、トラックの積載率は約50%にとどまっていると言われており、効率的な配車によるコストダウンや新規顧客獲得による売上向上のためにも、空いている帰り便への積載率の改善は運送会社にとって極めて重要である。
また荷主側にとっても、緊急時などに車輌探しにかかる時間的コスト・人的コストは看過できないものがあり、求貨求車自体へのニーズは依然として高い。

#### 主な求貨求車サービス提供会社
2017年4月現在、日本国内において求貨求車サービスを提供している企業は以下の通り。なお、事業会社を主な顧客にしている企業を中心に掲載している。
| サービス名                   | 企業名                                         | タイプ                    | 特徴 | ＵＲＬ                                |
| ---------------------------- | ---------------------------------------------- | ------------------------- | --- | ------------------------------------- |
| ムーボ                       | 株式会社Hacobu                                 | エージェント型            | 運送会社向けの車載機器を開発・販売している事で築かれた運送会社との強いネットワークと、車両運行情報を活用したマッチングに特徴がある | http://delivery.movo.co.jp/           |
| とらなびネット               | トランコム株式会社                             | エージェント型            | 業界最大手・老舗のトランコム株式会社が手がけており、大企業との強いネットワークが特徴                                               | http://www.tranavi.net/               |
| ノアのハコトラ               | ロジボン株式会社                               | エージェント型            | 全国の中小運送会社にネットワークがある。バイク便からトレーラーまでの対応が出来る                                                   | http://www.logibon.com                |
| エコチャーター               | エコアライアンス株式会社                       | エージェント型 ・掲示板型 | セイノーグループが受託した貸切貨物を協力会社に委託するためのシステムとして稼働。オークション形式の掲示板型がある                   | https://www.seino.co.jp/eco-alliance/ |
| ローカルネットワークシステム | 日本ローカルネットワークシステム協同組合連合会 | 掲示板型                  | 全国の中小トラック運送事業者が自ら作り上げた日本最大の物流ネットワーク組織                                                         | http://www.jln.or.jp/                 |
| トラボックス                 | トラボックス株式会社                           | 掲示板型                  | 物流案件がメールで届く。2001年日経インターネットアワード受賞                                                                       | http://www.trabox.ne.jp/              |
| 無駄無便                     | 宮崎運輸株式会社                               | 掲示板型                  | 月額2500円で利用できる会員制システム。代金保証をトラヤマが行ってくれる                                                             | http://www.torayama.jp/               |
| いてカエル                   | 四国貨物配送センター                           | 掲示板型                  | 四国貨物配送センターが運営。四国⇆関西間に特化                                                                                      | http://www.fc-shikoku.com/            |
| 軽のシゴトドットコム         | 株式会社ケーエー企画                           | 掲示板型                  | 軽貨物だけの求貨・求車情報を専門に扱っている                                                                                       | http://www.k-sigoto.com/              |

### 中国市場
中国国内の社会物流総額は2014年には214兆元と世界第1位になったが、物流産業の未成熟な構造、割高な物流コスト、劣悪な物流効率などが改善課題となっている。中国の商品物流の8割以上はトラックによる道路運送であるが、従来IT導入率が低く、物流事業者と荷主の情報交換は地域の荷物市場で行われてきた。しかしこの方法では両者の情報交換が難しく、2016年の長期平均空積み率は約40%となっている。そこで貨車幇のようななシェアリングエコノミー型プラットフォームのサービスが台頭している。